# Юїнг (Небраска)
Юїнг (англ. Ewing) — селище (англ. village) в США, в окрузі Голт штату Небраска. Населення — 373 особи (2020).

## Географія
Юїнг розташований за координатами 42°15′34″ пн. ш. 98°20′37″ зх. д. / 42.25944° пн. ш. 98.34361° зх. д. (42.259359, -98.343746).  За даними Бюро перепису населення США в 2010 році селище мало площу 1,15 км², уся площа — суходіл.

## Демографія
Згідно з переписом 2010 року, у селищі мешкало 387 осіб у 165 домогосподарствах у складі 103 родин. Густота населення становила 335 осіб/км².  Було 195 помешкань (169/км²).
Расовий склад населення:
| - 99,5 % — білих |

До двох чи більше рас належало 0,5 %. Частка іспаномовних становила 0,0 % від усіх жителів.
За віковим діапазоном населення розподілялося таким чином: 24,3 % — особи молодші 18 років, 55,0 % — особи у віці 18—64 років, 20,7 % — особи у віці 65 років та старші. Медіана віку мешканця становила 45,2 року. На 100 осіб жіночої статі у селищі припадало 105,9 чоловіків;  на 100 жінок у віці від 18 років та старших — 102,1 чоловіків також старших 18 років.
Середній дохід на одне домашнє господарство  становив 42 649 доларів США (медіана — 34 821), а середній дохід на одну сім'ю — 49 083 долари (медіана — 46 875). Медіана доходів становила 37 000 доларів для чоловіків та 27 500 доларів для жінок. За межею бідності перебувало 19,0 % осіб, у тому числі 18,8 % дітей у віці до 18 років та 23,3 % осіб у віці 65 років та старших.
Цивільне працевлаштоване населення становило 172 особи. Основні галузі зайнятості: освіта, охорона здоров'я та соціальна допомога — 39,0 %, сільське господарство, лісництво, риболовля — 16,3 %, транспорт — 8,1 %, роздрібна торгівля — 8,1 %.